# Margareta de Savoia
Margareta de Savoia (Margherita Maria Teresa Giovanna; 20 noiembrie 1851 – 4 ianuarie 1926), a fost regina Italiei în timpul domniei soțului ei, Umberto I al Italiei.